# Список правителів Китаю

## Три правителі і п'ять імператорів
| Порядок | Портрет | Ім'я       | Роки життя            | Роки правління    | Примітки                                    |
| ------- | ------- | ---------- | --------------------- | ----------------- | ------------------------------------------- |
| 1       |         | Хуан-Ді    | ? — 2600 до н. е. (?) | 2600 до н. е. (?) | Міфічний засновник Китаю та пращур китайців |
| 2       |         | Шао Хао    | ?—?                   | ?—?               | Син попереднього                            |
| 3       |         | Чжуань-сюй | ? — ?                 | ? — ?             | Син Чанг Ї, другого сина Хуан Ді            |
| 4       |         | Ку         | ?—?                   | ? — ?             | Онук Шао Хао                                |
| 5       |         | Яо         | ?—?                   | ?—?               | Син попереднього                            |
| 6       |         | Шунь       | ? — ?                 | ? — ?             | Син невідомого сліпого старця               |

## Ся
| Порядок | Портрет | Ім'я     | Роки життя | Роки правління  | Примітки                                                                                |
| ------- | ------- | -------- | ---------- | --------------- | --------------------------------------------------------------------------------------- |
| 1       |         | Юй       | ?—?        | ?—?             | Міфічний засновник династії Ся.                                                         |
| 2       |         | Ці       | ?—?        | ?—?             | Син попереднього                                                                        |
| 3       |         | Тай Кан  | ? — ?      | ? — ?           | Син попереднього                                                                        |
| 4       |         | Чжун Кан | ?—?        | ? — ?           |                                                                                         |
| 5       |         | Сян      | ?—?        | ?—1949 до н. е. | Перший імператор, дата смерті котрого є відомою.                                        |
| 6       |         | Шао Кан  | ? — ?      | ? — ?           | Син попереднього                                                                        |
| 7       |         | Чжу      | ? — ?      | ? — ?           | Син попереднього                                                                        |
| 8       |         | Хуай     | ?—?        | ?—?             | Син попереднього                                                                        |
| 9       |         | Ман      | ? — ?      | ? — ?           | Син попереднього                                                                        |
| 10      |         | Се       | ?—?        | ?-?             | Син попереднього                                                                        |
| 11      |         | Бу Сян   | ?—?        | ? — ?           | Син попереднього                                                                        |
| 12      |         | Цзюн     | ?—?        | ?-?             | Брат попереднього                                                                       |
| 13      |         | Інь Цзя  | ?—?        | ?-?             | Син попереднього                                                                        |
| 14      |         | Кун Цзя  | ?—?        | ?-?             | Син попереднього                                                                        |
| 15      |         | Ґао      | ?—?        | ?-?             | Син попереднього                                                                        |
| 16      |         | Фа       | ?—?        | ?-?             | Син попереднього                                                                        |
| 17      |         | Цзє      | ?—?        | ?-?             | Останній імператор династії Ся. Вбитий в результаті війни з Представниками династії Шан |

## Династія Шан
| Порядок | Портрет | Ім'я        | Роки життя         | Роки правління     | Примітки                                                                                       |
| ------- | ------- | ----------- | ------------------ | ------------------ | ---------------------------------------------------------------------------------------------- |
| 1       |         | Тан         | пом. 1646 до н. е. | 1675—1646 до н. е. | Засновник династії Шан                                                                         |
| 2       |         | Да Дін      | ?                  | ?                  | Син попереднього                                                                               |
| 3       |         | Тай Цзя     | ?                  | ?                  | Син попереднього                                                                               |
| 4       |         | Бу Бін      | пом. 1734 до н. е. | ?                  | Син Тана                                                                                       |
| 5       |         | Тай Ґен     | пом 1667 до н. е.  | ?                  | Син Тай Цзя                                                                                    |
| 6       |         | Сяо Цзя     | ?                  | ?                  | Син попереднього                                                                               |
| 7       |         | Тай У       | пом. 1562 до н. е. | ?                  | Брат попереднього                                                                              |
| 8       |         | Юн Цзі      | ?                  | ?                  | Брат попереднього                                                                              |
| 9       |         | Чжун Дін    | ?                  | ?                  | Племінник попереднього                                                                         |
| 10      |         | Вай Жень    | пом. 1534 до н. е. | ?                  | Брат попереднього                                                                              |
| 11      |         | Хе Дань Цзя | ?                  | ?                  | Брат попереднього                                                                              |
| 12      |         | Цзу Ї       | пом. 1507 до н. е. | ?                  | Син попереднього                                                                               |
| 13      |         | Цзу Сінь    | пом. 1491 до н. е. | ?                  | Син попереднього                                                                               |
| 14      |         | Во Цзя      | пом. 1466 до н. е. | ?                  | Брат попереднього                                                                              |
| 15      |         | Цзу Дін     | пом. 1434 до н. е. | ?                  | Племінник попереднього                                                                         |
| 16      |         | Нань Ґен    | пом. 1409 до н. е. | ?                  | Двоюрідний брат попереднього                                                                   |
| 17      |         | Ян Цзя      | пом. 1402 до н. е. | ?                  | Син Цзу Діна                                                                                   |
| 18      |         | Пань Ґен    | пом. 1374 до н. е. | 1401-1374 до н. е. | Брат попереднього                                                                              |
| 19      |         | Сяо Сінь    | пом. 1353 до н. е. | ?                  | Брат попереднього                                                                              |
| 20      |         | Сяо Ї       | пом. 1323 до н. е. | ?                  | Брат попереднього                                                                              |
| 21      |         | У Дін       | пом. 1192 до н. е. | 1250-1192 до н. е. | Син Сяо Ї. Перший представник династії, чий термін правління є відомим                         |
| 22      |         | Цзу Ґен     | пом. 1184 до н. е. | 1191—1184 до н. е. | Син попереднього                                                                               |
| 23      |         | Цзу Цзя     | ?                  | ?                  | Син У Діна                                                                                     |
| 24      |         | Лінь Сінь   | ?                  | ?                  | Син Цзу Ґена                                                                                   |
| 25      |         | Ґен Дін     | ?                  | 1170-1147 до н. е. | Син Цзу Цзя                                                                                    |
| 26      |         | У Ї         | ?                  | 1147-1112 до н. е. | Син попереднього                                                                               |
| 27      |         | Вень Дін    | пом. 1102 до н. е. | 1112-1102 до н. е. | Син попереднього                                                                               |
| 28      |         | Ді Ї        | пом. 1076 до н. е. | 1101-1076 до н. е. | Син попереднього                                                                               |
| 29      |         | Чжоу        | 1105-1046 до н. е. | 1075—1046 до н. е. | Представник племені Чжоу, деякий час правив від імені маріонеткового імператора з династії Шан |

## Чжоу

### Західна Чжоу
| №  | портрет | ім'я      | Роки життя         | Роки правління            | Примітки                                                  |
| -- | ------- | --------- | ------------------ | ------------------------- | --------------------------------------------------------- |
| 1  |         | У-ван     | пом. 1043 до н. е. | 1046—1043 до н. е.        | Засновник династії Чжоу                                   |
| 2  |         | Чен-ван   | 1060—1021 до н. е. | 1043—1021 до н. е.        | Син попереднього                                          |
| 3  |         | Кан-ван   | пом. 996 до н. е.  | 1020—996 до н. е.         | Син попереднього                                          |
| 4  |         | Чжао-ван  | 1027—957 до н. е.  | 977/75—957 до н. е.       | Син попереднього                                          |
| 5  |         | Му-ван    | пом. 992 до н. е.  | 956—922 до н. е.          | Син попереднього                                          |
| 6  |         | Ґун-ван   | пом. 900 до н. е.  | 922—900 до н. е.          | Син попереднього                                          |
| 7  |         | Ї-ван I   | пом. 892 до н. е.  | 899—892 до н. е.          | Син попереднього                                          |
| 8  |         | Сяо-ван   | пом. 886 до н. е.  | 891—886 до н. е.          | Син Му-вана                                               |
| 9  |         | Ї-ван II  | пом. 878 до н. е.  | 885—878 до н. е.          | Син Ї-вана I                                              |
| 10 |         | Лі-ван    | пом. 828 до н. е.  | 877—841 до н. е.          | Від 841 року до н. е. у засланні. Країною правили регенти |
| 11 |         | Сюань-ван | пом. 782 до н. е.  | 827 до н. е.—782 до н. е. | Син попереднього                                          |
| 12 |         | Ю-ван     | 795—771 до н. е.   | 781—771 до н. е.          | Син попереднього                                          |

### Східна Чжоу

#### Період Чуньцю
| Порядок | Ім'я       | Роки життя        | Роки правління   | Примітки                 |
| ------- | ---------- | ----------------- | ---------------- | ------------------------ |
| 1       | Пін-ван    | пом. 720 до н. е. | 770—720 до н. е. | Переніс столицю до Лояна |
| 2       | Хуань-ван  | пом. 697 до н. е. | 719—697 до н. е. | Син попереднього         |
| 3       | Чжуан-ван  | пом. 682 до н. е. | 696—682 до н. е. | Син попереднього         |
| 4       | Сі-ван     | пом. 677 до н. е. | 681—677 до н. е. | Син попереднього         |
| 5       | Хуей-ван   | пом. 652 до н. е. | 676—652 до н. е. | Син попереднього         |
| 6       | Сян-ван    | пом. 619 до н. е. | 651—619 до н. е. | Син попереднього         |
| 7       | Цін-ван    | пом. 613 до н. е. | 618—613 до н. е. | Син попереднього         |
| 8       | Куан-ван   | пом. 607 до н. е. | 612—607 до н. е. | Син попереднього         |
| 9       | Дін-ван    | пом. 586 до н. е. | 606—586 до н. е. | Син Цін-вана             |
| 10      | Цзянь-ван  | пом. 572 до н. е. | 585—572 до н. е. | Син попереднього         |
| 11      | Лін-ван    | пом. 545 до н. е. | 571—545 до н. е. | Син попереднього         |
| 12      | Цзін-ван I | пом. 520 до н. е. | 544—520 до н. е. | Син попереднього         |

#### Період Чжаньґо
| Порядок | Ім'я         | Роки життя        | Роки правління            | Примітки                                            |
| ------- | ------------ | ----------------- | ------------------------- | --------------------------------------------------- |
| 13      | Дао-ван      | пом. 520 до н. е. | 520 до н. е.              | Син Цзін-вана I                                     |
| 14      | Цзін-ван II  | пом. 477 до н. е. | 519 до н. е.—477 до н. е. | Син Цзін-вана I                                     |
| 15      | Юань-ван     | пом. 469 до н. е. | 476—469 до н. е.          | Син попереднього                                    |
| 16      | Чженьдін-ван | пом. 441 до н. е. | 468—441 до н. е.          | Син попереднього                                    |
| 17      | Ай-ван       | пом. 441 до н. е. | 441 до н. е.              | Найкоротший термін при владі з усіх чжоуських ванів |
| 18      | Си-ван       | пом. 441 до н. е. | 441 до н. е.              | Син Чженьдін-вана                                   |
| 19      | Као-ван      | пом. 426 до н. е. | 440—426 до н. е.          | Син Чженьдін-вана                                   |
| 20      | Вейле-ван    | пом. 402 до н. е. | 425—402 до н. е.          | Син попереднього                                    |
| 21      | Ань-ван      | пом. 376 до н. е. | 401—376 до н. е.          | Син попереднього                                    |
| 22      | Лє-ван       | пом. 369 до н. е. | 375—369 до н. е.          | Син попереднього                                    |
| 23      | Сянь-ван     | пом. 321 до н. е. | 368—321 до н. е.          | Син Ань-вана                                        |
| 24      | Шеньцзін-ван | пом. 315 до н. е. | 320—315 до н. е.          | Син попереднього                                    |
| 25      | Нань-ван     | пом. 256 до н. е. | 314—256 до н. е.          | Син попереднього. Останній чжоуський ван            |

## Цінь
| Порядок | Портрет | Ім'я            | Роки життя        | Роки правління   | Примітки                                         |
| ------- | ------- | --------------- | ----------------- | ---------------- | ------------------------------------------------ |
| 1       |         | Цінь Ши Хуан-ді | 259—210 до н. е.  | 247—210 до н. е. | Об'єднав Китай у єдину державу                   |
| 2       |         | Ер Шихуанді     | 229—207 до н. е.  | 209—207 до н. е. | Син Цінь Ши Хуан-ді                              |
| 3       |         | Цзиїн           | пом. 206 до н. е. | 207—206 до н. е. | Останній правитель Імперії Цінь. Вбитий Лю Баном |

## Хань
| Порядок | Портрет | Ім'я      | Роки життя           | Роки правління     | Примітки |
| ------- | ------- | --------- | -------------------- | ------------------ | --- |
| 1       |         | Лю Бан    | 256/247—195 до н. е. | 202—195 до н. е.   | Засновник династії Хань |
| 2       |         | Лю Їн     | 210—188 до н. е.     | 195—188 до н. е.   | Син попереднього. Фактично при владі перебувала імператриця-вдова                                                                |
| 3       |         | Лю Ґун    | пом. 184 до н. е.    | 188—184 до н. е.   | Син попереднього. Фактично при владі перебувала імператриця Люй Чжи                                                              |
| 4       |         | Лю Хун    | пом. 180 до н. е.    | 180 до н. е.       | Син Лю Їна. Фактично при владі перебувала імператриця Люй Чжи                                                                    |
| 5       |         | Лю Хен    | 202—157 до н. е.     | 180—157 до н. е.   | Четврертій син Лю Бана |
| 6       |         | Лю Ці     | 188—141 до н. е.     | 157—141 до н. е.   | Син попереднього |
| 7       |         | Лю Че     | 156-87 до н. е.      | 141—87 до н. е.    | Син попереднього |
| 8       |         | Лю Фулін  | 94—74 до н. е.       | 87—74 до н. е.     | Син попереднього |
| (-)     |         | Лю Хе     | 92—59 до н. е.       | 74 до н. е.        | Був поставлений на трон впливовими міністрами, втім протримався лише 27 днів. Його повалили та стерли ім'я зі списку імператорів |
| 9       |         | Лю Бін'і  | 91—49 до н. е.       | 74—49 до н. е.     | Праонук Лю Че |
| 10      |         | Лю Ши     | 75—33 до н. е.       | 48—33 до н. е.     | Син попереднього |
| 11      |         | Лю Ао     | 51—7 до н. е.        | 33—7 до н. е.      | Син попереднього |
| 12      |         | Лю Сінь   | 27—1 до н. е.        | 7—1 до н. е.       | Племінник попереднього |
| 13      |         | Пін-ді    | 9 до н. е.—6 н. е.   | 1 до н. е.—6 н. е. | Двоюрідний брат попереднього |
| 14      |         | Лю Їн     | 5—25                 | 6—9                | Поставлений Ван Маном маріонетковий імператор                                                                                    |
| (-)     |         | Ван Ман   | 45 до н. е.—23 н. е. | 9—23               | Перший і останній правитель династії Сінь. Племінник імператриці-вдови десятого імператора Лю Ши.                                |
| 15      |         | Лю Сюань  | пом. 25              | 23—25              | Відновив владу роду Лю в Китаї                                                                                                   |
| 16      |         | Лю Пенцзи | нар. 10              | 25—27              | Маріонетковий правитель відновленої імперії Хань                                                                                 |
| 17      |         | Ґуан У    | 5 до н. е.—57 н. е.  | 25—57              | Один з найвидатніших імператорів династії                                                                                        |
| 18      |         | Лю Чжуан  | 28—75                | 58-75              | Син попереднього |
| 19      |         | Лю Да     | 57—88                | 75—88              | Син попереднього |
| 20      |         | Лю Чжао   | 79—106               | 88—106             | Син попереднього |
| 21      |         | Лю Лун    | 105—106              | 106                | Син попереднього |
| 22      |         | Лю Ху     | 94—125               | 106-125            | Онук Лю Да |
| 23      |         | Лю Бао    | 115—144              | 125—144            | Син попереднього |
| 24      |         | Лю Бін    | 143—145              | 144—145            | Син попереднього |
| 25      |         | Лю Цзуань | 138—146              | 145—146            | Двоюрідний брат попереднього |
| 26      |         | Лю Чжи    | 132—168              | 146—168            | Правнук Лю Да |
| 27      |         | Лю Хун    | 156—189              | 168—189            | Правнук шостого сина Лю Да |
| 28      |         | Лю Бянь   | 176—190              | 189                | Син попереднього |
| 29      |         | Лю Сє     | 181—234              | 189—220            | Останній правитель династії Хань                                                                                                 |

## Період Саньґо(Троєцарство)

### Вей
| Порядок | Портрет | Ім'я      | Роки життя | Роки правління | Примітки                                                              |
| ------- | ------- | --------- | ---------- | -------------- | --------------------------------------------------------------------- |
| 1       |         | Цао Пі    | 187—226    | 220—226        | Перший представник династії Вей                                       |
| 2       |         | Цао Жуй   | 204—239    | 226—239        | Син попереднього                                                      |
| 3       |         | Цао Фан   | 232—274    | 239—254        | Прийомний син попереднього                                            |
| 4       |         | Цао Мао   | 241—260    | 254—260        | Онук Цао Пі                                                           |
| 5       |         | Цао Хуань | 246—303    | 260—266        | Останній представник династії Вей. Повалений воєначальником Сима Янем |

### Шу
| Порядок | Портрет | Ім'я    | Роки життя | Роки правління | Примітки                 |
| ------- | ------- | ------- | ---------- | -------------- | ------------------------ |
| 1       |         | Лю Бей  | 161—223    | 221—223        | Нащадок імператорів Хань |
| 2       |         | Лю Шань | 207—271    | 223—263        | Син попереднього         |

### У
| Порядок | Портрет | Ім'я       | Роки життя | Роки правління | Примітки                                                            |
| ------- | ------- | ---------- | ---------- | -------------- | ------------------------------------------------------------------- |
| 1       |         | Сунь Цюань | 182—252    | 222—252        | Перший представник династії У                                       |
| 2       |         | Сунь Лян   | 243—260    | 252—258        | Син попереднього                                                    |
| 3       |         | Сунь Сю    | 235—264    | 258—264        | Син Сунь Цюаня                                                      |
| 4       |         | Сунь Хао   | 243—284    | 264—280        | Останній представник династії У. Повалений воєначальником Сима Янем |

## Цзінь(265—420)

### Західна Цзінь
| Порядок | Портрет | Ім'я      | Роки життя | Роки правління | Примітки                            |
| ------- | ------- | --------- | ---------- | -------------- | ----------------------------------- |
| 1       |         | Сима Янь  | 236—290    | 266—290        | Засновник імперії Цзінь             |
| 2       |         | Сима Чжун | 259—307    | 290—307        | Син попереднього                    |
| 3       |         | Сима Чі   | 284—313    | 307—311        | Молодший син Сима Яня. Вбитий хунну |
| 4       |         | Сима Е    | 300—318    | 313—316        | Онук Сима Яня. Вбитий хунну         |

### Східна Цзінь
| Порядок | Портрет | Ім'я        | Роки життя | Роки правління | Примітки                                                              |
| ------- | ------- | ----------- | ---------- | -------------- | --------------------------------------------------------------------- |
| 5       |         | Сима Жуй    | 276—323    | 318—323        | Перший правитель держави Східна Цзінь. П'ятий правитель держави Цзінь |
| 6       |         | Сима Шао    | 299—325    | 323—325        | Син попереднього                                                      |
| 7       |         | Сима Янь    | 321—342    | 326—342        | Син попереднього                                                      |
| 8       |         | Сима Юе     | 322—344    | 342—344        | Другий син Сима Шао                                                   |
| 9       |         | Сима Дань   | 343—361    | 344—361        | Син попереднього                                                      |
| 10      |         | Сима Пі     | 341—365    | 361—365        | Син Сима Яня                                                          |
| 11      |         | Сима І      | 342—386    | 365—372        | Брат попереднього                                                     |
| 12      |         | Сима Ю      | 320—372    | 372            | Наймолодший син Сима Жуя                                              |
| 13      |         | Сима Яо     | 362—396    | 372—396        | Син попереднього                                                      |
| 14      |         | Сима Децзун | 382—419    | 397—419        | Син попереднього                                                      |
| 15      |         | Сима Девен  | 386—421    | 419—420        | Син Сима Яо, останній імператор династії                              |

## Період шістнадцяти держав

### Рання Чжао
| Порядок | Ім'я    | Роки життя | Роки правління | Примітки                                                        |
| ------- | ------- | ---------- | -------------- | --------------------------------------------------------------- |
| 1       | Лю Юань | 271—310    | 304—310        | Перший правитель Ранньої Чжао                                   |
| 2       | Лю Хе   | пом. 310   | 310            | Син попереднього                                                |
| 3       | Лю Цун  | пом. 318   | 310—318        | Син Лю Юаня                                                     |
| 4       | Лю Цань | пом. 318   | 318            | Син попереднього                                                |
| 5       | Лю Яо   | пом. 329   | 318—329        | Проголосив себе імператором після знищення імператорського роду |
| 6       | Лю Сі   | пом. 329   | 329            | Син попереднього. Останній імператор династії                   |

### Пізня Чжао
| Порядок | Ім'я     | Роки життя | Роки правління | Примітки                                        |
| ------- | -------- | ---------- | -------------- | ----------------------------------------------- |
| 1       | Ши Ле    | 274—333    | 330—333        | Засновник і перший правитель держави Пізня Чжао |
| 2       | Ши Хун   | 313—334    | 333—334        | Син попереднього                                |
| 3       | Ши Ху    | 295—349    | 334—349        | Один з найшидатніших представників династії     |
| 4       | Ши Ши    | 339—349    | 349            | Наймолодший син попереднього                    |
| 5       | Ши Цзунь | пом. 349   | 349            | Син Ши Ху                                       |
| 6       | Ши Цзянь | пом. 350   | 349—350        | Син Ши Ху                                       |
| 7       | Ши Чжи   | пом. 351   | 350—351        | Син Ши Ху. Останній представник династії        |

### Династія Чен
| Порядок | Ім'я    | Роки життя | Роки правління | Примітки                                      |
| ------- | ------- | ---------- | -------------- | --------------------------------------------- |
| 1       | Лі Сюн  | 274—334    | 304—334        | Засновник і перший правитель держави Чен      |
| 2       | Лі Бань | 288—334    | 334            | Племінник попереднього                        |
| 3       | Лі Ці   | 314—338    | 334—338        | Син Лі Сюна                                   |
| 4       | Лі Шоу  | 300—343    | 338—343        | Двоюрідний брат Лі Сюна                       |
| 5       | Лі Ші   | пом. 361   | 343—347        | Син попереднього. Останній імператор династії |

### Династія Рання Лян
| Порядок | Ім'я           | Роки життя | Роки правління | Примітки                                       |
| ------- | -------------- | ---------- | -------------- | ---------------------------------------------- |
| 1       | Чжан Мао       | 277—324    | 323—324        | Засновник і перший правитель держави Рання Лян |
| 2       | Чжан Цзюнь     | 307—346    | 324—346        | Племінник попереднього                         |
| 3       | Чжан Чунхуа    | 327—353    | 346—353        | Син попереднього                               |
| 4       | Чжан Яолін     | 344—355    | 353—354        | Син попереднього                               |
| 5       | Чжан Цзо       | пом. 355   | 354—355        | Син Чжан Цзюня                                 |
| 6       | Чжан Сюаньцзін | 350—363    | 355—363        | Син Чжан Чунхуа                                |
| 7       | Чжан Тяньсі    | 346—406    | 363—376        | Син Чжан Цзюня. Останній правитель династії    |

### Династія Пізня Лян
| Порядок | Ім'я       | Роки життя | Роки правління | Примітки                                         |
| ------- | ---------- | ---------- | -------------- | ------------------------------------------------ |
| 1       | Люй Ґуан   | 337—400    | 396—400        | Засновник і перший правитель держави Пізня Лян   |
| 2       | Люй Шао    | пом. 400   | 400            | Син попереднього                                 |
| 3       | Люй Цзуань | пом. 401   | 400—401        | Син Люй Ґуана                                    |
| 4       | Люй Лун    | пом. 416   | 401—403        | Племінник Люй Ґуана. Останній правитель династії |

### Династія Північна Лян
| Порядок | Ім'я            | Роки життя | Роки правління | Примітки                                           |
| ------- | --------------- | ---------- | -------------- | -------------------------------------------------- |
| 1       | Дуань Є         | пом. 401   | 397—401        | Засновник і перший правитель держави Північної Лян |
| 2       | Цзюйцюй Менсюнь | 368—433    | 401—433        | Узурпував трон, убивши свого попередника           |
| 3       | Цзюйцюй Муцзянь | пом. 447   | 433—439        | Син попереднього                                   |
| 4       | Цзюйцюй Ухуей   | пом. 444   | 442—444        | Син Цзюйцюй Менсюня                                |
| 5       | Цзюйцюй Аньчжоу | пом. 460   | 444—460        | Син Цзюйцюй Менсюня, останній правитель династії   |

### Династія Західна Лян
| Порядок | Ім'я    | Роки життя | Роки правління | Примітки                                          |
| ------- | ------- | ---------- | -------------- | ------------------------------------------------- |
| 1       | Лі Гао  | 351-417    | 400—417        | Засновник і перший правитель держави Західної Лян |
| 2       | Лі Сінь | пом. 420   | 417—420        | Син попереднього                                  |
| 3       | Лі Сюнь | пом. 421   | 420—421        | Син Лі Гао, останній правитель династії           |

### Династія Південна Лян
| Порядок | Ім'я        | Роки життя | Роки правління | Примітки                                           |
| ------- | ----------- | ---------- | -------------- | -------------------------------------------------- |
| 1       | Туфа Угу    | пом. 399   | 397—399        | Засновник і перший правитель держави Південної Лян |
| 2       | Туфа Лілугу | пом. 402   | 399—402        | Брат попереднього                                  |
| 3       | Туфа Жутань | 365-415    | 402—414        | Брат попереднього, останній правитель династії     |

### Династія Рання Янь
| Порядок | Ім'я        | Роки життя | Роки правління | Примітки                                      |
| ------- | ----------- | ---------- | -------------- | --------------------------------------------- |
| 1       | Мужун Хуан  | 297—348    | 337—348        | Перший правитель Ранньої Янь                  |
| 2       | Мужун Цзюнь | 319—360    | 348—360        | Син попереднього. Взяв титул імператора       |
| 3       | Мужун Вей   | 350—385    | 360—370        | Син попереднього. Останній правитель династії |

### Династія Пізня Янь
| Порядок | Ім'я      | Роки життя | Роки правління | Примітки                                                  |
| ------- | --------- | ---------- | -------------- | --------------------------------------------------------- |
| 1       | Мужун Чуй | 326—396    | 384—396        | Син Мужун Хуана. Засновник і перший правитель Пізньої Янь |
| 2       | Мужун Бао | 355—398    | 396—398        | Син попереднього                                          |
| 3       | Мужун Шен | 373—401    | 398—401        | Син попереднього                                          |
| 4       | Мужун Сі  | 385—407    | 401—407        | Син Мужун Чуя                                             |
| 5       | Мужун Юнь | пом. 409   | 407—409        | Прийомний син Мужун Бао. Останній правитель династії      |

### Південна Янь
| Порядок | Ім'я      | Роки життя | Роки правління | Примітки                                            |
| ------- | --------- | ---------- | -------------- | --------------------------------------------------- |
| 1       | Мужун Де  | 336—405    | 398—405        | Перший правитель Південної Янь                      |
| 2       | Мужун Чао | 385—410    | 405—410        | Племінник попереднього. Останній правитель династії |

### Північна Янь
| Порядок | Ім'я    | Роки життя | Роки правління | Примітки                                                       |
| ------- | ------- | ---------- | -------------- | -------------------------------------------------------------- |
| 1       | Ґао Юнь | пом. 409   | 407—409        | Прийомний син Мужун Бао. Засновник і перший правитель династії |
| 2       | Фен Ба  | пом. 430   | 409—430        |                                                                |
| 3       | Фен Хун | пом. 438   | 430——436       | Брат попереднього. Останній правитель династії                 |

### Рання Цінь
| Порядок | Ім'я          | Роки життя | Роки правління | Примітки                                      |
| ------- | ------------- | ---------- | -------------- | --------------------------------------------- |
| 1       | Фу Цзянь (I)  | 317—355    | 351—355        | Перший правитель Ранньої Цінь                 |
| 2       | Фу Шен        | 335—357    | 355—357        | Син попереднього                              |
| 3       | Фу Цзянь (II) | 337—385    | 357—385        | Двоюрідний брат попереднього                  |
| 4       | Фу Пі         | пом. 386   | 385—386        | Син попереднього                              |
| 5       | Фу Ден        | 343—394    | 386—394        | Внучатий племінник Фу Цзяня (I)               |
| 6       | Фу Чун        | пом. 394   | 394            | Син попереднього. Останній правитель династії |

### Пізня Цінь
| Порядок | Ім'я   | Роки життя | Роки правління | Примітки                                      |
| ------- | ------ | ---------- | -------------- | --------------------------------------------- |
| 1       | Яо Чан | 331—394    | 386—394        | Засновник і перший правитель Пізньої Цінь     |
| 2       | Яо Сін | 366—416    | 394—416        | Син попереднього                              |
| 3       | Яо Хун | 388—417    | 416—417        | Син попереднього. Останній правитель династії |

### Західна Цінь
| Порядок | Ім'я         | Роки життя | Роки правління | Примітки                                      |
| ------- | ------------ | ---------- | -------------- | --------------------------------------------- |
| 1       | Ціфу Гожень  | пом. 388   | 385—388        | Засновник і перший правитель Західної Цінь    |
| 2       | Ціфу Ганьгуй | пом. 412   | 388—412        | Брат попереднього                             |
| 3       | Ціфу Чіпань  | пом. 428   | 412—428        | Син попереднього                              |
| 4       | Ціфу Мумо    | пом. 431   | 428—431        | Син попереднього. Останній правитель династії |

### Ся(держава сюнну)
| Порядок | Ім'я        | Роки життя | Роки правління | Примітки                                       |
| ------- | ----------- | ---------- | -------------- | ---------------------------------------------- |
| 1       | Хелянь Бобо | 381—425    | 407—425        | Засновник і перший правитель Ся                |
| 2       | Хелянь Чан  | пом. 434   | 425—428        | Син попереднього                               |
| 3       | Хелянь Дін  | пом. 432   | 428—431        | Брат попереднього. Останній правитель династії |

## Південні та Північні династії

### Південні династії

#### Південна Сун
| Порядок | Портрет | Ім'я          | Роки життя | Роки правління | Примітки                                       |
| ------- | ------- | ------------- | ---------- | -------------- | ---------------------------------------------- |
| 1       |         | Лю Юй         | 363—422    | 420—422        | Перший правитель держави Лю Сун.               |
| 2       |         | Лю Їфу        | 406—424    | 422—424        | Син попереднього                               |
| 3       |         | Лю Їлун       | 407—453    | 424—453        | Брат попереднього                              |
| 4       |         | Лю Шао        | 426—453    | 453            | Син попереднього                               |
| 5       |         | Лю Цзюнь      | 430—464    | 453—464        | Брат попереднього                              |
| 6       |         | Лю Цзиє       | 449—466    | 464—466        | Син попереднього                               |
| 7       |         | Лю Ю          | 439—472    | 466—472        | Дядько попереднього                            |
| 8       |         | Лю Ю (II)     | 463—477    | 472—477        | Син попереднього                               |
| 9       |         | Лю Цзюнь (II) | 467—479    | 477—479        | Брат попереднього. Останній правитель династії |

#### Південна Ці
| Порядок | Портрет | Ім'я          | Роки життя | Роки правління | Примітки                                       |
| ------- | ------- | ------------- | ---------- | -------------- | ---------------------------------------------- |
| 1       |         | Сяо Даочен    | 427—482    | 479—482        | Перший імператор Південної Ці                  |
| 2       |         | Сяо Цзе       | 440—493    | 482—493        | Син попереднього                               |
| 3       |         | Сяо Чжаоє     | 473—494    | 493—494        | Онук попереднього                              |
| 4       |         | Сяо Чжаовень  | 480—494    | 494            | Онук Сяо Цзе                                   |
| 5       |         | Сяо Луань     | 452—498    | 494—498        | Племінник Сяо Даочена                          |
| 6       |         | Сяо Баоцзюань | 483—501    | 498—501        | Син попереднього                               |
| 7       |         | Сяо Баожун    | 488—502    | 501-502        | Брат попереднього. Останній правитель династії |

#### Лян
| Порядок | Портрет | Ім'я        | Роки життя | Роки правління | Примітки                               |
| ------- | ------- | ----------- | ---------- | -------------- | -------------------------------------- |
| 1       |         | Сяо Янь     | 464—549    | 502—549        | Перший імператор Лян                   |
| 2       |         | Сяо Ґан     | 503—551    | 549—551        | Син попереднього                       |
| 3       |         | Сяо Дун     | пом. 552   | 551—552        | Внучатий племінник попереднього        |
| 4       |         | Сяо Ї       | 508—555    | 552—555        | Син Сяо Яня                            |
| 5       |         | Сяо Юаньмін | пом. 556   | 555            | Племінник Сяо Яня                      |
| 6       |         | Сяо Фанчжи  | 543—558    | 555—557        | Син Сяо Ї. Останній правитель династії |

#### Чень(557—589)
| Порядок | Портрет | Ім'я        | Роки життя | Роки правління | Примітки                                      |
| ------- | ------- | ----------- | ---------- | -------------- | --------------------------------------------- |
| 1       |         | Чень Басянь | 503—559    | 557—559        | Засновник і перший правитель Чень             |
| 2       |         | Чень Цянь   | 522—566    | 559—566        | Племінник попереднього                        |
| 3       |         | Чень Боцзун | 554—570    | 566–568        | Син попереднього                              |
| 4       |         | Чень Сюй    | 530—582    | 569—582        | Дядько попереднього                           |
| 5       |         | Чень Шубао  | 553–604    | 582—589        | Син попереднього. Останній правитель династії |

### Північні династії

#### Північна Вей
| Порядок | Портрет | Ім'я         | Роки життя | Роки правління | Примітки                                 |
| ------- | ------- | ------------ | ---------- | -------------- | ---------------------------------------- |
| 1       |         | Дао У-ді     | 371—409    | 386—409        | Перший правитель Північної Вей           |
| 2       |         | Мін-юань-ді  | 392—423    | 409—423        | Син попереднього                         |
| 3       |         | Тай У-ді     | 408—452    | 423—452        | Син попереднього                         |
| 4       |         | Нань Ань-ван | пом. 452   | 452            | Син попереднього                         |
| 5       |         | Вень-чен-ді  | 440—465    | 452—465        | Племінник попереднього                   |
| 6       |         | Сянь Вень-ді | 454—476    | 465—471        | Син попереднього                         |
| 7       |         | Сяо Вень-ді  | 467—499    | 471—499        | Син попереднього                         |
| 8       |         | Сюань У-ді   | 483—515    | 499—515        | Син попереднього                         |
| 9       |         | Сяо-мін-ді   | 510—528    | 515—528        | Син попереднього                         |
| 10      |         | Ю Чжу        | 526—528    | 528            | Правнук Сяо Вень-ді                      |
| 11      |         | Сяо Чжуан-ді | 507—531    | 528—531        | Двоюрідний брат Сюань У-ді               |
| 12      |         | Чан Гуан-ван | 509—532    | 531            | Внучатий племінник Вень-чен-ді           |
| 13      |         | Цзе Мінь-ді  | пом. 532   | 531—532        | Онук Сянь Вень-ді                        |
| 14      |         | Ань Дін-ван  | 513—532    | 531—532        | Поплічник попереднього                   |
| 15      |         | Сяо У-ді     | 510—535    | 532—535        | Сяо Вень-ді. Останній правитель династії |

#### Східна Вей
| Порядок | Ім'я           | Роки життя | Роки правління | Примітки                     |
| ------- | -------------- | ---------- | -------------- | ---------------------------- |
| 1       | Юань Шаньцзянь | 524—552    | 534—550        | Єдиний правитель Східної Вей |

#### Західна Вей
| Порядок | Ім'я         | Роки життя | Роки правління | Примітки                                       |
| ------- | ------------ | ---------- | -------------- | ---------------------------------------------- |
| 1       | Юань Баоцзюй | 507—551    | 535—551        | Перший правитель Західної Вей                  |
| 2       | Юань Цінь    | пом. 554   | 551—554        | Син попереднього                               |
| 3       | Юань Ко      | 537—557    | 554—556        | Брат попереднього. Останній правитель династії |

#### Династія Північна Ці
| Порядок | Ім'я      | Роки життя | Роки правління | Примітки                                      |
| ------- | --------- | ---------- | -------------- | --------------------------------------------- |
| 1       | Ґао Ян    | 526—559    | 550—559        | Перший правитель Північної Ці                 |
| 2       | Ґао Їнь   | 545—561    | 559—560        | Син попереднього                              |
| 3       | Ґао Янь   | 535—561    | 560—561        | Дядько попереднього                           |
| 4       | Ґао Чжань | 537—369    | 561—565        | Брат попереднього                             |
| 5       | Ґао Вей   | 556—577    | 565—577        | Син попереднього                              |
| 6       | Ґао Хен   | 570—577    | 577            | Син попереднього. Останній правитель династії |

#### Північна Чжоу
| Порядок | Портрет | Ім'я        | Роки життя | Роки правління | Примітки                                      |
| ------- | ------- | ----------- | ---------- | -------------- | --------------------------------------------- |
| 1       |         | Юйвень Цзюе | 542—557    | 557            | Перший правитель Північної Чжоу               |
| 2       |         | Юйвень Юй   | 534—560    | 557—560        | Брат попереднього                             |
| 3       |         | Юйвень Юн   | 543—578    | 561—578        | Брат попереднього                             |
| 4       |         | Юйвень Юнь  | 559—580    | 578—579        | Син попереднього                              |
| 5       |         | Юйвень Янь  | 573—581    | 579—581        | Син попереднього. Останній правитель династії |

## Суй
| Порядок | Портрет | Ім'я     | Роки життя | Роки правління | Примітки                                   |
| ------- | ------- | -------- | ---------- | -------------- | ------------------------------------------ |
| 1       |         | Ян Цзянь | 541—604    | 581—604        | Засновник імперії Суй. Об'єднав весь Китай |
| 2       |         | Ян Гуан  | 569—618    | 604—617        | Син попереднього                           |
| 3       |         | Ян Ю     | 605—619    | 617—618        | Онук попереднього                          |

## Тан(618—907)
| Порядок | Портрет | Ім'я       | Роки життя      | Роки правління | Примітки                                                                                                 |
| ------- | ------- | ---------- | --------------- | -------------- | --- |
| 1       |         | Лі Юань    | 566—635         | 618—626        | Перший (номінально) правитель держави Тан                                                                |
| 2       |         | Лі Шимінь  | 598—649         | 626–649        | Син попереднього. Зміцнив та розширив державу                                                            |
| 3       |         | Лі Чжи     | 628—683         | 649—683        | Син попереднього                                                                                         |
| 4       |         | Чжун-цзун  | 656—710         | 684            | Син попереднього                                                                                         |
| 5       |         | Жуй-цзун   | 662—716         | 684—690        | Брат попереднього. Останній представник першого періоду держави Тан. 705 року династію було реставровано |
| 6       |         | Чжун-цзун  | 537—386         | 705—710        | Другий термін. Зайняв трон після реставрації династії                                                    |
| 7       |         | Лі Чунмао  | 695 або 698–714 | 710            | Син попереднього                                                                                         |
| 8       |         | Жуй-цзун   | 662—716         | 710—712        | Другий термін                                                                                            |
| 9       |         | Сюань-цзун | 685—762         | 712—756        | Син попереднього                                                                                         |
| 10      |         | Су-цзун    | 711—762         | 756—762        | Син попереднього                                                                                         |
| 11      |         | Дай-цзун   | 727—779         | 762—779        | Син попереднього                                                                                         |
| 12      |         | Де-цзун    | 742—805         | 779—805        | Син попереднього                                                                                         |
| 13      |         | Шунь-цзун  | 761—806         | 805            | Син попереднього                                                                                         |
| 14      |         | Сянь-цзун  | 778—820         | 805—820        | Син попереднього                                                                                         |
| 15      |         | Му-цзун    | 795—824         | 820–824        | Син попереднього                                                                                         |
| 16      |         | Цзін-цзун  | 809—827         | 824—827        | Син попереднього                                                                                         |
| 17      |         | Вень-цзун  | 809—840         | 827—840        | Брат попереднього                                                                                        |
| 18      |         | У-цзун     | 814—846         | 840—846        | Брат попереднього                                                                                        |
| 19      |         | Сюань-цзун | 810—859         | 846—859        | Син Сянь-цзуна                                                                                           |
| 20      |         | І-цзун     | 833—873         | 859—873        | Син попереднього                                                                                         |
| 21      |         | Сі-цзун    | 862—888         | 873–888        | Син попереднього                                                                                         |
| 22      |         | Чжао-цзун  | 867—904         | 888—904        | Брат попереднього                                                                                        |
| 23      |         | Ай-ді      | 892—908         | 904—907        | Син попереднього. Останній правитель династії                                                            |

### Чжоу (690—705)
| Порядок | Портрет | Ім'я      | Роки життя | Роки правління | Примітки |
| ------- | ------- | --------- | ---------- | -------------- | --- |
| 1       |         | У Цзетянь | 624—705    | 690—705        | Наложниця імператора Тан Тайцзуна; Імператриця-консорт Тан, дружина Ґаоцзуна; Матір імператорів Тан: Чжунцзуна і Жуйцзуна; Засновниця та єдиний представник династії Чжоу (690—705 рр.). Єдина жінка в історії Китаю, що мала всю повноту влади в державі |

## Ляо
| Порядок | Ім'я           | Роки життя | Роки правління | Примітки                                       |
| ------- | -------------- | ---------- | -------------- | ---------------------------------------------- |
| 1       | Єлюй Амбагай   | 872—926    | 916—926        | Перший правитель Ляо                           |
| 2       | Єлюй Яогу      | 902—947    | 927—947        | Син попереднього                               |
| 3       | Єлюй Жуань     | 919—951    | 947—951        | Племінник попереднього                         |
| 4       | Єлюй Цзін      | 931—969    | 951—969        | Двоюрідний брат попереднього                   |
| 5       | Єлюй Сянь      | 948—982    | 969—982        | Син попереднього                               |
| 6       | Єлюй Лунсюй    | 972—1031   | 982—1031       | Син попереднього                               |
| 7       | Єлюй Цзунчжень | 1016—1055  | 1031—1055      | Син попереднього                               |
| 8       | Єлюй Хунцзі    | 1032—1101  | 1055—1101      | Син попереднього                               |
| 9       | Єлюй Яньсі     | 1101—1125  | 1075—1128/1156 | Онук попереднього. Останній правитель династії |

## Період 5 династій і 10 держав

### 5 династій

#### Пізня Лян
| Порядок | Портрет | Ім'я       | Роки життя | Роки правління | Примітки                                                                             |
| ------- | ------- | ---------- | ---------- | -------------- | ------------------------------------------------------------------------------------ |
| 1       |         | Чжу Вень   | 852—912    | 907—912        | Цзєдуши імперії Тан. Повалив останніх правителів імперії Тан. Засновник Пізньої Лян. |
| 2       |         | Чжу Югуй   | до 888—913 | 912—913        | Син попереднього                                                                     |
| 3       |         | Чжу Ючжень | 888—923    | 913—923        | Брат попереднього. Останній правитель династії                                       |

#### Пізня Тан
| Порядок | Портрет | Ім'я       | Роки життя | Роки правління | Примітки                                                |
| ------- | ------- | ---------- | ---------- | -------------- | ------------------------------------------------------- |
| 1       |         | Лі Цуньсюй | 885—926    | 923—926        | Засновник і перший правитель династії                   |
| 2       |         | Лі Сиюань  | 867—933    | 926—933        | Брат попереднього                                       |
| 3       |         | Лі Цунхоу  | 885—937    | 934–936        | Син попереднього                                        |
| 4       |         | Лі Цунке   | 885—937    | 934–936        | Зведений брат попереднього. Останній правитель династії |

#### Пізня Цзінь
| Порядок | Портрет | Ім'я       | Роки життя | Роки правління | Примітки                                            |
| ------- | ------- | ---------- | ---------- | -------------- | --------------------------------------------------- |
| 1       |         | Ші Цзінтан | 892—942    | 936—942        | Засновник і перший правитель династії               |
| 2       |         | Ші Чунгуй  | 914—974    | 942—947        | Племінник попереднього. Останній правитель династії |

#### Пізня Хань
| Порядок | Портрет | Ім'я       | Роки життя | Роки правління | Примітки                                      |
| ------- | ------- | ---------- | ---------- | -------------- | --------------------------------------------- |
| 1       |         | Лю Чжиюань | 895—948    | 947—948        | Засновник і перший правитель династії         |
| 2       |         | Лю Чен'ю   | 931—951    | 948—951        | Син попереднього. Останній правитель династії |

#### Пізня Чжоу
| Порядок | Портрет | Ім'я        | Роки життя | Роки правління | Примітки                                      |
| ------- | ------- | ----------- | ---------- | -------------- | --------------------------------------------- |
| 1       |         | Го Вей      | 904—954    | 951—954        | Засновник і перший правитель династії         |
| 2       |         | Чай Жун     | 921—959    | 954—959        | Племінник і вихованець попереднього           |
| 3       |         | Го Цзунсюнь | 953—973    | 959—960        | Син попереднього. Останній правитель династії |

### 10 держав

#### У
| Порядок | Ім'я      | Роки життя | Роки правління | Примітки                                      |
| ------- | --------- | ---------- | -------------- | --------------------------------------------- |
| 1       | Ян Сінмі  | 852—905    | 902—905        | Засновник і перший правитель держави          |
| 2       | Ян Во     | 886—908    | 907—908        | Син попереднього                              |
| 3       | Ян Лунянь | 897—920    | 908—920        | Брат попереднього                             |
| 4       | Ян Пу     | 900—939    | 920—937        | Брат попереднього. Останній правитель держави |

#### Уюе
| Порядок | Портрет | Ім'я          | Роки життя | Роки правління | Примітки                                      |
| ------- | ------- | ------------- | ---------- | -------------- | --------------------------------------------- |
| 1       |         | Цянь Лю       | 852—932    | 907—932        | Засновник і перший правитель держави          |
| 2       |         | Цянь Юаньгуан | 887—941    | 932—941        | Син попереднього                              |
| 3       |         | Цянь Хунцзо   | 928—947    | 941—947        | Син попереднього                              |
| 4       |         | Цянь Хунцзун  | 928—971    | 947—948        | Брат попереднього                             |
| 5       |         | Цянь Чу       | 929—988    | 948—978        | Брат попереднього. Останній правитель держави |

#### Мінь
| Порядок | Портрет | Ім'я          | Роки життя | Роки правління | Примітки                                    |
| ------- | ------- | ------------- | ---------- | -------------- | ------------------------------------------- |
| 1       |         | Ван Шеньчжи   | 862-925    | 909-925        | Засновник і перший правитель держави        |
| 2       |         | Ван Яньхань   | пом. 927   | 925-927        | Син попереднього                            |
| 3       |         | Ван Яньцзюнь  | пом. 935   | 927-935        | Брат попереднього                           |
| 4       |         | Ван Цзіпен    | пом. 939   | 935-939        | Син попереднього                            |
| 5       |         | Ван Яньсі     | пом. 944   | 939-944        | Дядько попереднього                         |
| 6       |         | Чжу Веньцзінь | пом. 945   | 944-945        | Узурпатор трону. Останній правитель держави |

#### Чу
| Порядок | Ім'я      | Роки життя  | Роки правління | Примітки                                      |
| ------- | --------- | ----------- | -------------- | --------------------------------------------- |
| 1       | Ма Їнь    | 853—930     | 907-930        | Засновник і перший правитель держави          |
| 2       | Ма Сішен  | 899—932     | 930-932        | Син попереднього                              |
| 3       | Ма Сіфань | 899—947     | 932–947        | Брат попереднього                             |
| 4       | Ма Сіґуан | пом. 951    | 947-951        | Брат попереднього                             |
| 5       | Ма Сіє    | пом. 950-ті | 951            | Брат попереднього                             |
| 6       | Ма Січун  | нар. 912    | 951            | Брат попереднього. Останній правитель держави |

#### Південна Хань
| Порядок | Ім'я    | Роки життя | Роки правління | Примітки                                     |
| ------- | ------- | ---------- | -------------- | -------------------------------------------- |
| 1       | Лю Янь  | 889—942    | 917—942        | Засновник і перший правитель держави         |
| 2       | Лю Бінь | 920—943    | 942—943        | Син попереднього                             |
| 3       | Лю Шен  | 920—958    | 943—958        | Брат попереднього                            |
| 4       | Лю Чан  | 942—980    | 958—972        | Син попереднього. Останній правитель держави |

#### Північна Хань
| Порядок | Ім'я       | Роки життя | Роки правління | Примітки                                 |
| ------- | ---------- | ---------- | -------------- | ---------------------------------------- |
| 1       | Лю Чун     | 895—954    | 951-954        | Засновник і перший правитель держави     |
| 2       | Лю Цзюнь   | 926—968    | 954-968        | Син попереднього                         |
| 3       | Лю Цзієнь  | пом. 968   | 968            | Син попереднього                         |
| 4       | Лю Цзиюань | пом. 992   | 968–979        | Онук Лю Чуна. Останній правитель держави |

#### Цзінань
| Порядок | Ім'я        | Роки життя | Роки правління | Примітки                                           |
| ------- | ----------- | ---------- | -------------- | -------------------------------------------------- |
| 1       | Ґао Цзісін  | 858-929    | 924-929        | Засновник і перший правитель держави               |
| 2       | Ґао Цунхуей | 891-948    | 929-948        | Син попереднього                                   |
| 3       | Ґао Баожун  | 920-960    | 948-960        | Син попереднього                                   |
| 4       | Ґао Баосюй  | 924-962    | 960-962        | Брат попереднього                                  |
| 5       | Ґао Цзічун  | 943-973    | 962-963        | Племінник попереднього. Останній правитель держави |

#### Південна Тан
| Порядок | Портрет | Ім'я    | Роки життя | Роки правління | Примітки                                     |
| ------- | ------- | ------- | ---------- | -------------- | -------------------------------------------- |
| 1       |         | Лі Бянь | 889-943    | 937-943        | Засновник і перший правитель держави         |
| 2       |         | Лі Цзін | 916-961    | 943-961        | Син попереднього                             |
| 3       |         | Лі Юй   | 937-978    | 961–976        | Син попереднього. Останній правитель держави |

#### Рання Шу
| Порядок | Ім'я        | Роки життя | Роки правління | Примітки                                     |
| ------- | ----------- | ---------- | -------------- | -------------------------------------------- |
| 1       | Ван Цзянь   | 847—918    | 907—918        | Засновник і перший правитель держави         |
| 2       | Ван Цзунянь | 899—926    | 918—925        | Син попереднього. Останній правитель держави |

#### Пізня Шу
| Порядок | Ім'я       | Роки життя | Роки правління | Примітки                                     |
| ------- | ---------- | ---------- | -------------- | -------------------------------------------- |
| 1       | Мен Чжисян | 874—934    | 934            | Засновник і перший правитель держави         |
| 2       | Мен Чан    | 919—965    | 934—965        | Син попереднього. Останній правитель держави |

## Сун(960—1279)
| Порядок | Портрет | Ім'я          | Дати життя                          | Дати правління                      | Примітки                                       |
| ------- | ------- | ------------- | ----------------------------------- | ----------------------------------- | ---------------------------------------------- |
| 1       |         | Чжао Куан'їнь | 21 березня 927 — 14 листопада 976   | 4 лютого 960 — 14 листопада 976     | Засновник і перший імператор Сун               |
| 2       |         | Чжао Куан'ї   | 20 листопада 939 — 8 травня 997     | 15 листопада 976 — 8 травня 997     | Брат попереднього                              |
| 3       |         | Чжао Хен      | 23 грудня 968 — 23 березня 1022     | 8 травня 997 — 23 березня 1022      | Син попереднього                               |
| 4       |         | Чжао Чжень    | 30 травня 1010 — 30 квітня 1063     | 24 березня 1022 — 30 квітня 1063    | Син попереднього                               |
| 5       |         | Чжао Шу       | 16 лютого 1032 — 25 січня 1067      | 1 травня 1063 — 25 січня 1067       | Двоюрідний племінник попереднього              |
| 6       |         | Чжао Сюй      | 25 травня 1048 — 1 квітня 1085      | 25 січня 1067 — 1 квітня 1085       | Син попереднього                               |
| 7       |         | Чжао Сюй      | 4 січня 1077 — 23 лютого 1100       | 1 квітня 1085 — 23 лютого 1100      | Син попереднього                               |
| 8       |         | Чжао Цзі      | 7 червня 1082 — 4 червня 1135       | 23 лютого 1100 — 18 січня 1126      | Брат попереднього                              |
| 9       |         | Чжао Хуань    | 23 травня 1100 — 14 червня 1161     | 19 січня 1126 — 20 березня 1127     | Син попереднього                               |
| 10      |         | Чжао Гоу      | 12 червня 1107 — 9 листопада 1187   | 12 червня 1127 — 24 липня 1162      | Брат попереднього                              |
| 11      |         | Чжао Шень     | 27 листопада 1127 — 28 червня 1194  | 24 липня 1162 — 18 лютого 1189      | Прийомний син попереднього                     |
| 12      |         | Чжао Дунь     | 7 жовтня 1147 — 24 вересня 1200     | 18 лютого 1189 — 24 липня 1194      | Син попереднього                               |
| 13      |         | Чжао Ко       | 19 листопада 1168 — 17 вересня 1224 | 24 липня 1194 — 17 вересня 1224     | Син попереднього                               |
| 14      |         | Чжао Юнь      | 26 січня 1205 — 16 листопада 1264   | 17 вересня 1224 — 16 листопада 1264 | Племінник попереднього                         |
| 15      |         | Чжао Ці       | 2 травня 1240 — 12 серпня 1274      | 16 листопада 1264 — 12 серпня 1274  | Племінник попереднього                         |
| 16      |         | Чжао Сянь     | 2 листопада 1271 — травень 1323     | 12 серпня 1274 — 4 лютого 1276      | Син попереднього                               |
| 17      |         | Чжао Ші       | 10 липня 1268 — 15 травня 1278      | 14 червня 1276 — 15 травня 1278     | Брат попереднього                              |
| 18      |         | Чжао Бін      | 12 лютого 1272 — 19 березня 1279    | 15 травня 1278 — 19 березня 1279    | Брат попереднього. Останній імператор династії |

## Західна Ся
| Порядок | Ім'я        | Дати життя                   | Дати правління                    | Примітки                                               |
| ------- | ----------- | ---------------------------- | --------------------------------- | ------------------------------------------------------ |
| 1       | Лі Юаньхао  | 7 липня 1003 — 19 січня 1048 | 10 листопада 1038 — 19 січня 1048 | Засновник і перший імператор Західної Ся               |
| 2       | Лі Лянцзо   | 5 березня 1047 — січень 1068 | 19 січня 1048 — січень 1068       | Син попереднього                                       |
| 3       | Лі Бінчан   | 1061 — 21 серпня 1086        | 1067 — 21 серпня 1086             | Син попереднього                                       |
| 4       | Лі Ґаньшунь | 1083 — 1 липня 1139          | 1086 — 1 липня 1139               | Син попереднього                                       |
| 5       | Лі Женьсяо  | 1124–1193                    | 1139–1193                         | Син попереднього                                       |
| 6       | Лі Чунью    | 1177–1206                    | 1193–1206                         | Син попереднього                                       |
| 7       | Лі Аньцюань | 1170–1211                    | 1206–1211                         | Двоюрідний брат попереднього                           |
| 8       | Лі Цзюньсю  | 1163–1226                    | 1211–1223                         | Прийшов до влади в результаті державного перевороту    |
| 9       | Лі Деван    | 1181–1226                    | 1223–1226                         | Син попереднього                                       |
| 10      | Лі Сянь     | 1203 — 28 серпня 1227        | 1226–1227                         | Племінник попереднього. Останній імператор Західної Ся |

## Цзінь
| Порядок | Портрет | Ім'я            | Дати життя                        | Дати правління                   | Примітки                              |
| ------- | ------- | --------------- | --------------------------------- | -------------------------------- | ------------------------------------- |
| 1       |         | Ваньянь Агуда   | 1 серпня 1068 — 19 вересня 1123   | 28 січня 1115 — 19 вересня 1123  | Засновник і перший імператор династії |
| 2       |         | Ваньянь Шен     | 25 листопада 1075 — 9 лютого 1135 | 27 вересня 1123 — 9 лютого 1135  | Брат попереднього                     |
| 3       |         | Ваньянь Дань    | 28 лютого 1119 — 9 січня 1150     | 10 лютого 1135 — 9 січня 1150    | Онук Ваньянь Агуди                    |
| 4       |         | Ваньянь Лян     | 24 лютого 1122 — 15 грудня 1161   | 9 січня 1150 — 15 грудня 1161    | Двоюрідний брат попереднього          |
| 5       |         | Ваньянь Юн      | 29 березня 1123 — 20 січня 1189   | 15 грудня 1161 — 20 січня 1189   | Двоюрідний брат попереднього          |
| 6       |         | Ваньянь Цзін    | 31 серпня 1168 — 29 грудня 1208   | 20 січня 1189 — 29 грудня 1208   | Онук попереднього                     |
| 7       |         | Ваньянь Юнцзи   | 1168 — 11 вересня 1213            | 29 грудня 1208 — 11 вересня 1213 | Дядько попереднього                   |
| 8       |         | Ваньянь Сюнь    | 18 квітня 1163 — 14 січня 1224    | 22 вересня 1213 — 14 січня 1224  | Племінник попереднього                |
| 9       |         | Ваньянь Шоусю   | 25 вересня 1198 — 9 лютого 1234   | 15 січня 1224 — 9 лютого 1234    | Син попереднього                      |
| 10      |         | Ваньянь Ченлінь | пом. 9 лютого 1234                | 9 лютого 1234                    | Син попереднього                      |

## Юань
| Порядок | Портрет | Рід       | Ім'я            | Роки життя                         | Роки правління                     | Примітки                                                    |
| ------- | ------- | --------- | --------------- | ---------------------------------- | ---------------------------------- | ----------------------------------------------------------- |
| 1       |         | Борджигін | Хубілай         | 23 вересня 1215 — 18 лютого 1294   | 18 грудня 1271 — 18 лютого 1294    | Імператор Монголії; онук Чингісхана; засновник імперії Юань |
| 2       |         | Борджигін | Оладжейту-Темур | 15 жовтня 1265 — 10 лютого 1307    | 10 травня 1294 — 10 лютого 1307    | Онук попереднього                                           |
| 3       |         | Борджигін | Хайсан-Хулуг    | 4 серпня 1281 — 27 січня 1311      | 21 червня 1307 — 27 січня 1311     | Племінник попереднього                                      |
| 4       |         | Борджигін | Аюрбарібада     | 9 квітня 1285 — 1 березня 1320     | 7 квітня 1311 — 1 березня 1320     | Брат попереднього                                           |
| 5       |         | Борджигін | Шідебала        | 22 лютого 1302 — 4 вересня 1323    | 19 квітня 1320 — 4 вересня 1323    | Син попереднього                                            |
| 6       |         | Борджигін | Єсун-Темур      | 28 листопада 1293 — 15 серпня 1328 | 4 жовтня 1323 — 15 серпня 1328     | Правнук Хубілая                                             |
| 7       |         | Борджигін | Раджапіка       | 1320 — 14 листопада 1328           | жовтень — 14 листопада 1328        | Син попереднього                                            |
| 8       |         | Борджигін | Туг-Темур       | 16 лютого 1304 — 14 листопада 1332 | 14 листопада 1328 — 3 квітня 1329  | Син Хайсан-Хулуга                                           |
| 9       |         | Борджигін | Хошіла          | 22 грудня 1300 — 30 серпня 1329    | 3 квітня — 30 серпня 1329          | Брат попереднього                                           |
| —       |         | Борджигін | Туг-Темур       | 16 лютого 1304 — 14 листопада 1332 | 8 вересня 1329 — 14 листопада 1332 | Друге правління                                             |
| 10      |         | Борджигін | Ірінджібал      | 1 травня 1326 — 14 грудня 1332     | 14 листопада — 14 грудня 1332      | Син Хошіли                                                  |
| 11      |         | Борджигін | Тоґон-Темур     | 25 травня 1320 — 23 травня 1370    | 19 липня 1333 — 1368               | Брат попереднього. Останній імператор династії              |

## Мін(1328—1644)
| Порядок | Портрет | Ім'я          | Роки життя                         | Роки правління                   | Примітки                                      |
| ------- | ------- | ------------- | ---------------------------------- | -------------------------------- | --------------------------------------------- |
| 1       |         | Чжу Юаньчжан  | 21 жовтня 1328 — 24 червня 1398    | 23 січня 1368 — 24 червня 1398   | Засновник і перший імператор династії         |
| 2       |         | Чжу Юньвень   | 5 грудня 1377 — 13 липня 1402      | 30 червня 1398 — 13 липня 1402   | Онук попереднього                             |
| 3       |         | Чжу Ді        | 2 травня 1360 — 12 серпня 1424     | 17 липня 1402 — 12 серпня 1424   | Дядько попереднього                           |
| 4       |         | Чжу Гаочі     | 16 серпня 1378 — 29 травня 1425    | 7 вересня 1424 — 29 травня 1425  | Син попереднього                              |
| 5       |         | Чжу Чжанцзі   | 16 березня 1399 — 31 січня 1435    | 27 червня 1425 — 31 січня 1435   | Син попереднього                              |
| 6       |         | Чжу Цічжень   | 29 листопада 1427 — 23 лютого 1464 | 7 лютого 1435 — 1 вересня 1449   | Син попереднього                              |
| 7       |         | Чжу Ціюй      | 21 вересня 1428 — 14 березня 1457  | 22 вересня 1449 — 11 лютого 1457 | Брат попереднього                             |
| —       |         | Чжу Цічжень   | 29 листопада 1427 — 23 лютого 1464 | 11 лютого 1457 — 23 лютого 1464  | Друге правління                               |
| 8       |         | Чжу Цзяньшень | 9 грудня 1447 — 9 вересня 1487     | 28 лютого 1464 — 9 вересня 1487  | Син попереднього                              |
| 9       |         | Чжу Ютан      | 30 липня 1470 — 8 червня 1505      | 22 вересня 1487 — 8 червня 1505  | Син попереднього                              |
| 10      |         | Чжу Хоучжао   | 27 жовтня 1491 — 20 квітня 1521    | 19 червня 1505 — 20 квітня 1521  | Син попереднього                              |
| 11      |         | Чжу Хоуцун    | 16 вересня 1507 — 23 січня 1567    | 27 травня 1521 — 23 січня 1567   | Онук Чжу Цзяньшеня                            |
| 12      |         | Чжу Цзайхоу   | 4 березня 1537 — 5 липня 1572      | 4 лютого 1567 — 5 липня 1572     | Син попереднього                              |
| 13      |         | Чжу Їцзюнь    | 4 вересня 1563 — 18 серпня 1620    | 19 липня 1572 — 18 серпня 1620   | Син попереднього                              |
| 14      |         | Чжу Чанло     | 28 серпня 1582 — 26 вересня 1620   | 28 серпня — 26 вересня 1620      | Син попереднього                              |
| 15      |         | Чжу Юцзяо     | 23 грудня 1605 — 30 вересня 1627   | 1 жовтня 1620 — 30 вересня 1627  | Син попереднього                              |
| 16      |         | Чжу Юцзянь    | 6 лютого 1611 — 25 квітня 1644     | 2 жовтня 1627 — 25 квітня 1644   | Син попереднього. Останній правитель династії |

### Південна Мін(1644—1662)
| Порядок | Портрет | Ім'я        | Роки життя                       | Роки правління                    | Примітки                                   |
| ------- | ------- | ----------- | -------------------------------- | --------------------------------- | ------------------------------------------ |
| 1       |         | Чжу Юсун    | 5 вересня 1607 — 23 травня 1646  | 19 червня 1644 — 15 червня 1645   | Онук Чжу Їцзюня. Перший правитель династії |
| 2       |         | Чжу Юйцзянь | 1602 — жовтень 1646              | 18 серпня 1645 — жовтень 1646     | Нащадок Чжу Юаньчжана                      |
| 3       |         | Чжу Юйюе    | 1605–1647                        | грудень 1646 — січень 1647        | Брат попереднього                          |
| 4       |         | Чжу Юлан    | 1 листопада 1623 — 1 червня 1662 | 18 листопада 1646 — 1 червня 1662 | Останній імператор династії                |

## Цін
| Порядок | Портрет | Рід         | Ім'я        | Роки життя                          | Роки правління                     | Примітки                                                                                              |
| ------- | ------- | ----------- | ----------- | ----------------------------------- | ---------------------------------- | --- |
| 1       |         | Айсін Ґьоро | Нурхаці     | 8 квітня 1559 — 30 вересня 1626     | 17 лютого 1616 — 30 вересня 1626   | Засновник і перший імператор династії                                                                 |
| 2       |         | Айсін Ґьоро | Хуан Тайцзі | 28 листопада 1592 — 21 вересня 1643 | 20 жовтня 1626 — 21 вересня 1643   | Син попереднього                                                                                      |
| 3       |         | Айсін Ґьоро | Фулінь      | 15 березня 1638 — 5 лютого 1661     | 8 жовтня 1643 — 5 лютого 1661      | Син попереднього                                                                                      |
| 4       |         | Айсін Ґьоро | Сюаньє      | 5 травня 1654 — 20 грудня 1722      | 5 лютого 1661 — 20 грудня 1722     | Син попереднього                                                                                      |
| 5       |         | Айсін Ґьоро | Їньчжень    | 13 грудня 1678 — 8 жовтня 1735      | 27 грудня 1722 — 8 жовтня 1735     | Син попереднього                                                                                      |
| 6       |         | Айсін Ґьоро | Хунлі       | 25 вересня 1711 — 7 лютого 1799     | 18 жовтня 1735 — 9 лютого 1796     | Син попереднього                                                                                      |
| 7       |         | Айсін Ґьоро | Юн'янь      | 13 листопада 1760 — 2 вересня 1820  | 9 лютого 1796 — 2 вересня 1820     | Син попереднього                                                                                      |
| 8       |         | Айсін Ґьоро | Міньнін     | 16 вересня 1782 — 25 лютого 1850    | 3 жовтня 1820 — 25 лютого 1850     | Син попереднього                                                                                      |
| 9       |         | Айсін Ґьоро | Їчжу        | 17 липня 1831 — 22 серпня 1861      | 9 березня 1850 — 22 серпня 1861    | Син попереднього                                                                                      |
| 10      |         | Айсін Ґьоро | Цзайчунь    | 27 квітня 1856 — 12 січня 1875      | 11 листопада 1861 — 12 січня 1875  | Син попереднього                                                                                      |
| 11      |         | Айсін Ґьоро | Цзайтянь    | 14 серпня 1871 — 14 листопада 1908  | 25 лютого 1875 — 14 листопада 1908 | Син попереднього                                                                                      |
| 12      |         | Айсін Ґьоро | Пуї         | 7 лютого 1906 — 17 жовтня 1967      | 2 грудня 1908 — 12 лютого 1912     | Правнук Міньніна. Останній імператор династії. Голова (1932—1934) та імператор Маньчжурської держави. |

## Китайська імперія
| Порядок | Портрет | Ім'я       | Роки життя                      | Роки правління                   | Примітки                                                                                                |
| ------- | ------- | ---------- | ------------------------------- | -------------------------------- | --- |
| 1       |         | Юань Шикай | 16 вересня 1859 — 6 червня 1916 | 31 грудня 1915 — 22 березня 1916 | Засновник, перший і останній представник династії. Останній, номінальний, монарх китайського походження |

## Республіка Китай(1911—1949)
| Порядок                                        | Портрет                                      | Ім'я                                         | Роки життя                                   | Початок повноважень                          | Закінчення повноважень                       | Примітки                                                   |
| Президенти до відновлення монархії 1915 року   | Президенти до відновлення монархії 1915 року | Президенти до відновлення монархії 1915 року | Президенти до відновлення монархії 1915 року | Президенти до відновлення монархії 1915 року | Президенти до відновлення монархії 1915 року | Президенти до відновлення монархії 1915 року               |
| ---------------------------------------------- | -------------------------------------------- | -------------------------------------------- | -------------------------------------------- | -------------------------------------------- | -------------------------------------------- | ---------------------------------------------------------- |
| —                                              |                                              | Сунь Ятсен                                   | 12 листопада 1866 — 12 березня 1925          | 1 січня 1912                                 | 1 квітня 1912                                | Тимчасовий президент                                       |
| 1                                              |                                              | Юань Шикай                                   | 16 вересня 1859 — 6 червня 1916              | 1 квітня 1912                                | 22 грудня 1915                               | 1915 року проголосив себе імператором                      |
| Президенти після ліквідації монархії 1916 року |                                              |                                              |                                              |                                              |                                              |                                                            |
| —                                              |                                              | Юань Шикай                                   | 16 вересня 1859 — 6 червня 1916              | 22 березня 1916                              | 6 червня 1916                                | Перший президент після відновлення республіки              |
| 2                                              |                                              | Лі Юаньхун                                   | 19 жовтня 1864 — 3 червня 1928               | 6 червня 1916                                | 1 липня 1917                                 |                                                            |
| 3                                              |                                              | Дуань Ціжуй                                  | 6 березня 1865 — 2 листопада 1936            | 1 липня 1917                                 | 13 липня 1917                                |                                                            |
| в. о.                                          |                                              | Лі Юаньхун                                   | 19 жовтня 1864 — 3 червня 1928               | 13 липня 1917                                | 17 липня 1917                                |                                                            |
| 4                                              |                                              | Фен Гочжан                                   | 7 січня 1859 — 12 грудня 1919                | 6 серпня 1917                                | 10 жовтня 1918                               |                                                            |
| 5                                              |                                              | Сюй Шічан                                    | 20 жовтня 1855 — 5 червня 1939               | 10 жовтня 1918                               | 2 червня 1922                                |                                                            |
| в. о.                                          |                                              | Чжоу Цзиці                                   | 17 листопада 1869 — 20 жовтня 1923           | 2 червня 1922                                | 11 червня 1922                               |                                                            |
| 6                                              |                                              | Лі Юаньхун                                   | 19 жовтня 1864 — 3 червня 1928               | 11 червня 1922                               | 14 червня 1923                               |                                                            |
| 7                                              |                                              | Ґао Лінвей                                   | 12 вересня 1870 — 4 березня 1940             | 14 червня 1923                               | 10 жовтня 1923                               |                                                            |
| 8                                              |                                              | Цао Кунь                                     | 12 грудня 1862 — 15 травня 1938              | 10 жовтня 1923                               | 30 жовтня 1924                               |                                                            |
| в. о.                                          |                                              | Хуан Фу                                      | 8 березня 1880 — 6 грудня 1936               | 31 жовтня 1924                               | 23 листопада 1924                            |                                                            |
| 9                                              |                                              | Дуань Ціжуй                                  | 6 березня 1865 — 2 листопада 1936            | 24 листопада 1924                            | 20 квітня 1926                               |                                                            |
| в. о.                                          |                                              | Ху Вейде                                     | 1863 — 24 листопада 1933                     | 21 квітня 1926                               | 12 травня 1926                               |                                                            |
| в. о.                                          |                                              | Янь Хуейцін                                  | 2 квітня 1877 — 24 травня 1950               | 13 травня 1926                               | 22 червня 1926                               |                                                            |
| 10                                             |                                              | Ду Сігуй                                     | 12 листопада 1874 — 28 грудня 1933           | 22 червня 1926                               | 1 жовтня 1926                                |                                                            |
| 11                                             |                                              | Гу Вейцзюнь                                  | 12 листопада 1874 — 28 грудня 1933           | 1 жовтня 1926                                | 16 червня 1927                               |                                                            |
| 12                                             |                                              | Чжан Цзолінь                                 | 19 березня 1875 — 4 червня 1928              | 16 червня 1927                               | 4 червня 1928                                |                                                            |
| Голови Національного уряду                     |                                              |                                              |                                              |                                              |                                              |                                                            |
| 1                                              |                                              | Тань Янькай                                  | 25 січня 1880 — 22 вересня 1930              | 7 лютого 1928                                | 10 жовтня 1928                               |                                                            |
| 2                                              |                                              | Чан Кайші                                    | 31 жовтня 1887 — 5 квітня 1975               | 10 жовтня 1928                               | 15 грудня 1931                               |                                                            |
| 3                                              |                                              | Лінь Сень                                    | 16 березня 1868 — 1 серпня 1943              | 15 грудня 1931                               | 1 серпня 1943                                |                                                            |
| 4                                              |                                              | Чан Кайші                                    | 31 жовтня 1887 — 5 квітня 1975               | 1 серпня 1943                                | 21 січня 1949                                | 20 травня 1948 року став президентом Китайської Республіки |

## Республіка Китай(від 1949)
| Порядок | Портрет | Ім'я         | Роки життя                      | Початок повноважень | Закінчення повноважень | Примітки                                       |
| ------- | ------- | ------------ | ------------------------------- | ------------------- | ---------------------- | ---------------------------------------------- |
| в. о.   |         | Лі Цзунжень  | 13 серпня 1890 — 30 січня 1969  | 21 січня 1949       | 28 лютого 1950         |                                                |
| 1       |         | Чан Кайші    | 31 жовтня 1887 — 5 квітня 1975  | 1 березня 1950      | 5 квітня 1975          | Помер на посаді                                |
| 2       |         | Янь Цзягань  | 23 жовтня 1905 — 24 грудня 1993 | 5 квітня 1975       | 20 травня 1978         |                                                |
| 3       |         | Цзян Цзін-го | 27 квітня 1910 — 13 січня 1988  | 20 травня 1978      | 13 січня 1988          | Помер на посаді                                |
| 4       |         | Лі Ден Хуей  | 15 січня 1923 — 30 липня 2020   | 13 січня 1988       | 20 травня 2000         | Перший президент, обраний на виборах 1996 року |
| 5       |         | Чень Шуйбянь | нар. 12 жовтня 1950             | 20 травня 2000      | 20 травня 2008         |                                                |
| 6       |         | Ма Їнцзю     | нар. 13 липня 1950              | 20 травня 2008      | 20 травня 2016         |                                                |
| 7       |         | Цай Інвень   | нар. 31 серпня 1956             | 20 травня 2016      | 20 травня 2024         |                                                |
| 8       |         | Лай Цінде    | нар. 6 жовтня 1959              | 20 травня 2024      |                        |                                                |

## Китайська Народна Республіка(від 1949)
| Порядок | Портрет | Ім'я         | Роки життя                            | Початок повноважень | Закінчення повноважень | Примітки                                                                     |
| ------- | ------- | ------------ | ------------------------------------- | ------------------- | ---------------------- | ---------------------------------------------------------------------------- |
| 1       |         | Мао Цзедун   | 26 грудня 1893 — 9 вересня 1976       | 1 жовтня 1949       | 27 квітня 1959         | Голова Центрального народного уряду (до 1954), потім — голова КНР            |
| 2       |         | Лю Шаоці     | 24 листопада 1898 — 12 листопада 1969 | 27 квітня 1959      | 31 жовтня 1968         |                                                                              |
| в. о.   |         | Дун Біу      | 5 березня 1886 — 2 квітня 1975        | 24 лютого 1972      | 17 січня 1975          |                                                                              |
| в. о.   |         | Чжу Де       | 1 грудня 1886 — 6 липня 1976          | 17 січня 1975       | 6 липня 1976           | Голова Постійного комітету Національного народного конгресу. Помер на посаді |
| в. о.   |         | Сун Цінлін   | 27 січня 1893 — 29 травня 1981        | 6 липня 1976        | 5 березня 1978         |                                                                              |
| в. о.   |         | Є Цзяньїн    | 28 квітня 1897 — 22 жовтня 1986       | 5 березня 1978      | 18 червня 1983         |                                                                              |
| 3       |         | Лі Сяньнянь  | 23 червня 1909 — 21 червня 1992       | 18 червня 1983      | 8 квітня 1988          | 1-й президент КНР                                                            |
| 4       |         | Ян Шанкунь   | 5 липня 1907 — 14 вересня 1998        | 8 квітня 1988       | 27 березня 1993        |                                                                              |
| 5       |         | Цзян Цземінь | 17 серпня 1926 — 30 листопада 2022    | 27 березня 1993     | 15 березня 2003        |                                                                              |
| 6       |         | Ху Цзіньтао  | нар. 21 грудня 1941                   | 15 березня 2003     | 14 березня 2013        |                                                                              |
| 7       |         | Сі Цзіньпін  | нар. 1 червня 1953                    | 14 березня 2013     |                        |                                                                              |